# Фёдоровка (Ольховатская сельская община)
Фёдоровка (укр. Федорівка) — посёлок в Ольховатской сельской общине Купянского района Харьковской области Украины.
Код КОАТУУ — 6321485001. Население по переписи 2001 года составляет 705 человек (317/388 м/ж).
До 2020 года - админцентр Фёдоровского сельского совета Великобурлукского района, в который, кроме него, входили село Должанка и посёлок Курганное.

## Географическое положение
Посёлок находится в 2 км от реки Великий Бурлук, недалеко от её истоков, по посёлку протекает ручей, на котором выполнены запруды. В 3 км от посёлка проходит автомобильная дорога Т-2104. В 4 км находится железнодорожная станция Разоренное. Вокруг посёлка — небольшой лесной массив (кленовый).

## История
- До 1900 — дата основания.
- При СССР в селе был создан и работал колхоз имени Карла Маркса, в котором были две фермы (одна молочно-товарная), тракторная бригада, колбасный цех, дом механизаторов, столовая.[1]
- До 2020 года посёлок являлся административным центром Фёдоровского сельского совета Великобурлукского района, в который, кроме Фёдоровки, входили село Должанка и посёлок Курганное.
- С 17 июля 2020 года посёлок входит в Купянский район.

## Экономика
- В селе при СССР были молочная (МТФ) и свинотоварная (СТФ) фермы.
- Акционерное общество «Фёдоровка».

## Объекты социальной сферы
- Школа.
- Спортивная площадка.
- Дом культуры.

## Известные люди
- Александра Сичкарёва — звеньевая, в 1947 году добилась рекордного урожая в своём совхозе, Герой Социалистического Труда, депутат Верховного Совета УССР.